# Nico Estévez
Nicolás Estévez Martínez, detto Nico (Valencia, 29 gennaio 1980), è un allenatore di calcio spagnolo, tecnico dell'Austin FC.

## Carriera
Ha iniziato la carriera di allenatore nel settore giovanile del Valencia nel 2004, in cui è rimasto fino al 2011, anno in cui è diventato il tecnico dell'Huracán Valencia; dopo aver trascorso due stagioni con il club biancorosso, il 4 luglio 2013 torna al Valencia, diventando allenatore della seconda squadra. Il 16 dicembre sostituisce Miroslav Đukić sulla panchina della prima squadra, che dirige per due incontri, prima di lasciare l'incarico a Juan Antonio Pizzi e di tornare alla guida del Valencia Mestalla; il 7 aprile 2014 viene tuttavia esonerato, con la squadra vicina alla retrocessione.
Assunto in seguito come direttore della metodologia dal Columbus Crew, si occupa dello sviluppo e del miglioramento del settore giovanile del club giallo-nero; il 6 gennaio 2017 viene nominato vice del tecnico Gregg Berhalter, che seguirà anche nella sua successiva esperienza con la nazionale statunitense. Il 2 dicembre 2021 diventa il nuovo allenatore del FC Dallas.

## Statistiche da allenatore
Statistiche da allenatore aggiornate al 9 maggio 2025.

### Club
| Stagione                | Squadra                 | Campionato              | Campionato | Campionato | Campionato | Campionato | Coppe nazionali | Coppe nazionali | Coppe nazionali | Coppe nazionali | Coppe nazionali | Coppe continentali | Coppe continentali | Coppe continentali | Coppe continentali | Coppe continentali | Altre coppe | Altre coppe | Altre coppe | Altre coppe | Altre coppe | Totale | Totale | Totale | Totale | % Vittorie | Piazzamento |
| Stagione                | Squadra                 | Comp                    | G          | V          | N          | P          | Comp            | G               | V               | N               | P               | Comp               | G                  | V                  | N                  | P                  | Comp        | G           | V           | N           | P           | G      | V      | N      | P      | %          | Piazzamento |
| ----------------------- | ----------------------- | ----------------------- | ---------- | ---------- | ---------- | ---------- | --------------- | --------------- | --------------- | --------------- | --------------- | ------------------ | ------------------ | ------------------ | ------------------ | ------------------ | ----------- | ----------- | ----------- | ----------- | ----------- | ------ | ------ | ------ | ------ | ---------- | ----------- |
| 2011-2012               | Huracán Valencia        | SDB                     | 38+2       | 18         | 12+2       | 8          | -               | -               | -               | -               | -               | -                  | -                  | -                  | -                  | -                  | -           | -           | -           | -           | -           | 40     | 18     | 14     | 8      | 45,00      | 3°          |
| 2012-2013               | Huracán Valencia        | SDB                     | 40+6       | 21+2       | 17+2       | 2+2        | CR              | 2               | 0               | 1               | 1               | -                  | -                  | -                  | -                  | -                  | -           | -           | -           | -           | -           | 48     | 23     | 20     | 5      | 47,92      | 2°          |
| Totale Huracan Valencia | Totale Huracan Valencia | Totale Huracan Valencia | 78+8       | 39+2       | 29+4       | 10+2       |                 | 2               | 0               | 1               | 1               |                    | -                  | -                  | -                  | -                  |             | -           | -           | -           | -           | 88     | 41     | 34     | 13     | 46,59      |             |
| dic. 2013               | Valencia                | PD                      | 1          | 0          | 0          | 1          | CR              | 1               | 1               | 0               | 0               | -                  | -                  | -                  | -                  | -                  | -           | -           | -           | -           | -           | 2      | 1      | 0      | 1      | 50,00      | Interim     |
| 2022                    | FC Dallas               | MLS                     | 34+2       | 14         | 11+1       | 9+1        | USOC            | 2               | 1               | 0               | 1               | -                  | -                  | -                  | -                  | -                  | -           | -           | -           | -           | -           | 38     | 15     | 12     | 11     | 39,47      | 7°          |
| 2023                    | FC Dallas               | MLS                     | 34+3       | 11+1       | 13         | 10+2       | USOC            | 1               | 0               | 0               | 1               | -                  | -                  | -                  | -                  | -                  | LC          | 4           | 2           | 2           | 0           | 42     | 14     | 15     | 13     | 33,33      | 14°         |
| feb.-giu. 2024          | FC Dallas               | MLS                     | 16         | 3          | 5          | 8          | USOC            | 2               | 2               | 0               | 0               | -                  | -                  | -                  | -                  | -                  | -           | -           | -           | -           | -           | 18     | 5      | 5      | 8      | 27,78      | Eson        |
| Totale FC Dallas        | Totale FC Dallas        | Totale FC Dallas        | 84+5       | 28+1       | 29+1       | 27+3       |                 | 5               | 3               | 0               | 2               |                    | -                  | -                  | -                  | -                  |             | 4           | 2           | 2           | 0           | 98     | 34     | 32     | 32     | 34,69      |             |
| 2025                    | Austin FC               | MLS                     | 22         | 8          | 6          | 8          | USOC            | 3               | 2               | 1               | 0               | -                  | -                  | -                  | -                  | -                  | LC          | -           | -           | -           | -           | 25     | 10     | 7      | 8      | 40,00      |             |
| Totale carriera         | Totale carriera         | Totale carriera         | 198        | 78         | 69         | 71         |                 | 11              | 6               | 2               | 3               |                    | -                  | -                  | -                  | -                  |             | 4           | 2           | 2           | 0           | 213    | 86     | 73     | 54     | 40,38      |             |